# Sigismund Born
Sigismund Simon Born (geb. 12. Dezember 1849 in Padligar, Kreis Züllichau-Schwiebus; gest. 23. Oktober 1901 in Pankow bei Berlin) war ein deutscher Bankier, Leiter und Mitinhaber der Privatbank Born & Busse in der Behrenstraße 31 in Berlin.

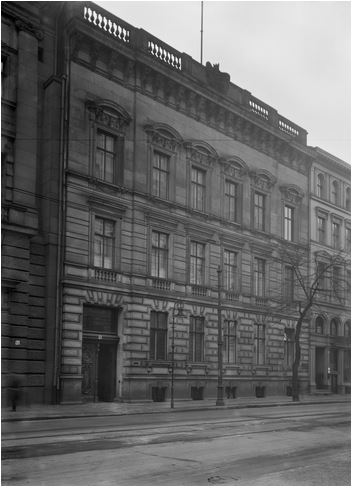
Bankhaus Born & Busse, Behrenstraße 31, Berlin, 1885

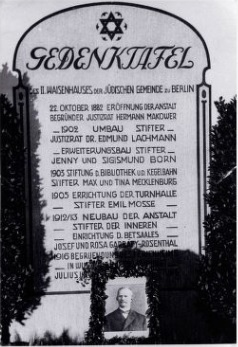
Gedenktafel „II.Waisenhaus der Jüdischen Gemeinde zu Berlin in Pankow“, 1902

## Leben

### Herkunft
Die Eltern Aron und Jeanette Born, geb. Horrwitz, waren Kaufleute in Züllichau. Sigismund Born und seine drei Brüder Moritz, Ludwig und Julius wurden Bankiers in Berlin und Wien.

### Karriere
Das Bankhaus Born & Busse wurde 1868 als Bank und Wechselgeschäft in Berlin gegründet, gewann in den 1870er Jahren rasch an Bedeutung und gehörte als renommierte Privatbank Berlins der 1881 gegründeten sog. Stempelvereinigung (seit 1900: „Vereinigung der Berliner Banken und Bankiers“) an. Neben dem Inlandsgeschäft mit vor allem Industriebeteiligungen und der Immobilienwirtschaft gehörte das Bankhaus Born Busse mit 12 anderen deutschen Banken unter Führung der Diskontgesellschaft spätestens seit 1901 zur 1889 gegründeten Deutsch-Asiatischen Bank. Nach dem Tode der Gründer Baron Julius von Born und seines Bruders Sigismund Born fusionierte die Bank für rund 25 Millionen Mark 1906/07 mit der Nationalbank für Deutschland.
Das Bankhaus Born & Busse war u. a. Hausbank der Bismarckhütte und vor allem des Loewe-Konzerns, in dem Born von 1880 bis 1891 den Aufsichtsrat als Vorsitzender leitete und in dem auch seine Brüder Julius und Ludwig sowie u. a. Max von Duttenhofer und in späteren Jahren Walther Rathenau (spätere Reichsaußenminister) und Hjalmar Schacht (späterer Reichsbankpräsident sowie Reichswirtschaftsminister) saßen.
Born finanzierte zusammen mit August Thyssen und der amerikanischen Thomson-Houston Electric Company (später General Electric) die Gründung der Union-Elektrizitätsgesellschaft (UEG) von Isidor Loewe, die den Auftrag zur Elektrifizierung der Berliner Straßenbahn erhielt und 1903 mit der AEG fusionierte, in deren Aufsichtsrat er ebenfalls vertreten war.
Zusammen mit anderen Banken (Darmstädter Bank, Disconto-Gesellschaft, Dresdner Bank und S. Bleichröder) finanzierten Sigismund und sein Bruder Julius Born am 27. September 1894 mit rund 15 Millionen Mark die Gründung der Gesellschaft für elektrische Unternehmungen, abgekürzt Gesfürel, durch Ludwig und Isidor Loewe.
Mit Ludwig Max Goldberger gründete Born 1888 die Internationale Bank mit einem Gründungskapital von 20 Millionen Mark. Unter seinem Vorsitz verdoppelte die Bank rasch ihr Vermögen auf 40 Millionen Mark, musste aber aufgrund von Finanzierungsschwierigkeiten bei der Schweizer Centralbahn mit der Berliner Handelsgesellschaft fusionieren, die sein Bruder Julius leitete.
Jenny und Sigismund Born stifteten mehrere Wohlfahrtseinrichtungen u. a. zur Unterstützung jüdischer Armer (Jenny und Sigismund Born Stiftung mit 10.000 Reichsmark) oder für verarmte jüdische Kaufleute (Sigismund Born Stiftung mit 125.000 Reichsmark). 1894 stiftete Sigismund Born 60.000 Mark an die Stiftungen Korporation der Kaufmannschaft Berlin.
Sie wohnten zunächst Unter den Linden 6a und zogen dann in ihre Villa in die Tiergartenstraße 6 in Berlin, die baulich Schinkels Charlottenhof in Sanssouci zitiert. In den 20er und 30er Jahren vermietete Jenny Born einen Teil ihrer Villa an das Italienische Generalkonsulat. Heute befindet sich auf den Grundstücken der Tiergartenstraße 6 und 7 das Kunstgewerbemuseum Berlin.
„Sigismund Born, ein Mann von ungewöhnlicher hoher Begabung, ist leider in geistiger Umnachtung gestorben“, bedauert der bekannte Bankier Carl Fürstenberg in seinen Memoiren.

### Familie
Sigismund heiratete Jenny Lachmann (1858–1934), Tochter des Kaufmanns Julius Lachmann und dessen Frau Johanna Lachmann, geborene Levinsohn (Czapski). Die Familie Lachmann gehörte zu den reichsten jüdischen Kaufmanns- und Bankiersfamilien. Jennys Onkel Salomon Lachmann war Geheimer Kommerzienrat, Onkel Caspar Lachmann war Stadtrat und Onkel Louis Lachmann Architekt und Bauunternehmer. Alle besaßen ebenfalls große Villen in der Tiergartenstraße. Jennys Cousine Cäcilia Liebermann war verheiratet mit Felix Liebermann, dem Bruder des Malers Max Liebermann.
Sigismund und Jenny Born hatten drei Kinder.